# إموري شيروود آدامز
إموري شيروود آدامز (بالإنجليزية: Emory Sherwood Adams)‏ هو عسكري أمريكي، ولد في 6 فبراير 1881 في مانهاتن في الولايات المتحدة، وتوفي في 30 نوفمبر 1967 في مونتيري في الولايات المتحدة.